# Punta Flauta
Punta Flauta (von spanisch flauta ‚Flöte‘) ist eine Landspitze am südöstlichen Ende der Nansen-Insel in der Wilhelmina Bay vor der Danco-Küste des Grahamlands auf der Antarktischen Halbinsel. Sie liegt in der Meerenge zwischen der Nansen-Insel und der südlich benachbarten Brooklyn-Insel und markiert die nordöstliche Begrenzung der Bucht Seno Malfanti.
Argentinische Wissenschaftler benannten sie deskriptiv.